# Viga de la Pasión
La Viga de la Pasión es una pieza de la colección permanente del Museo Nacional de Arte de Cataluña de la que no se sabe su lugar de procedencia. Podría haber formado parte de un baldaquino como los que sujetaban la tabla del Baldaquino de Tost o pudo ser una viga travesera como la del ábside de Toses.
Contiene seis episodios de la Pasión de Cristo y la visita de las Marías en el Sepulcro que alude a la Resurrección. Una de las escenas más destacadas es la del Lamento sobre Cristo muerto, gran ejemplo de la influencia bizantina que caracteriza una parte del arte del 1200.
La factura muy minuciosa y detallista señala que es obra de un miniaturista, estrechamente relacionado con la ilustración del Liber feudorum maior (Archivo de la Corona de Aragón) y con algún ejemplo de la miniatura castellana.

## Historia
Los baldaquinos además de ornamentar el altar tenían la función simbólica de diferenciar el espacio más sagrado del templo, este elemento podía tener la forma de templete con cubierta y a esta tipología se llamaba «teguria». Otro tipología eran los baldaquinos planos o llamados «laquearia» que, sobre dos vigas traveseras fijadas en las paredes del ábside, sostenían una tabla pintada, como era el caso del Baldaquino de Tost o del altar de Tavèrnoles. Ambos tipos de baldaquinos servían a veces como apoyo para las cortinas que cubrían el altar en determinadas liturgias. Todas las piezas conservadas son de corriente bizantino llamado «estilo 1200» con reminiscencias románicas.
Las vigas debido a que presentan poca superficie para su pintura, suelen estar relacionadas con la iluminación de los manuscritos como la Viga de la Pasión. Normalmente el motivo iconográfico más habitual empleado de estos elementos era la Maiestas Domini, pero la Viga de la Pasión tiene un ciclo bastante inédito en la producción pictórica de la época románica catalana. En la Viga de Sant Miquel de Cruïlles de finales del siglo XII, conservada en el Mnac, se ofrece también una representación muy poco habitual, con una procesión de monjes.

## Autor

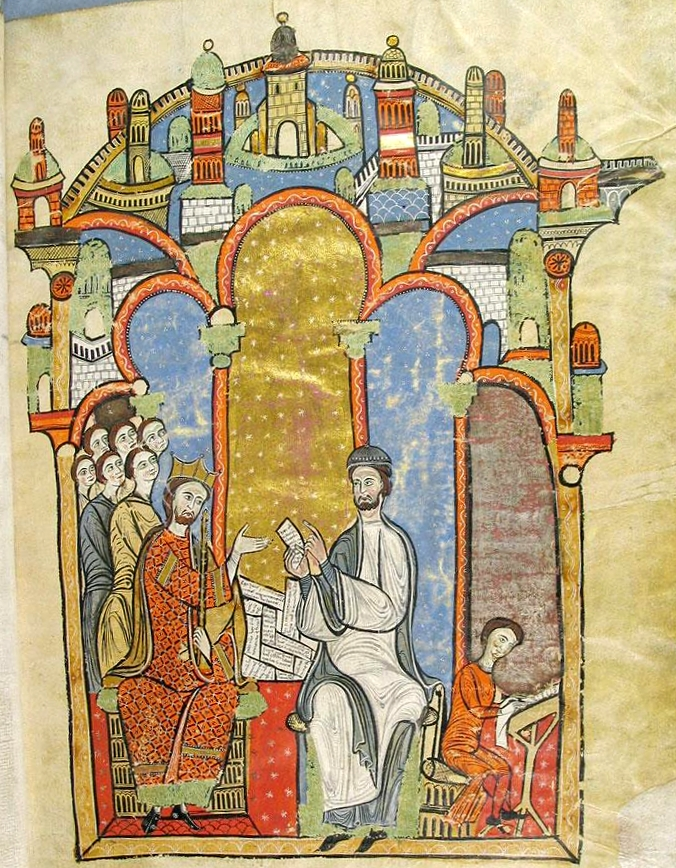
Una de las ilustraciones del Liber feudorum maior que representa al rey Alfonso II de Aragón y al jurista Ramón de Caldes.

Aunque el autor es anónimo, estudios realizados han permitido relacionar esta obra con los cartularios Liber feudorum maior y el Liber Feudorum Ceritanae del Archivo de la Corona de Aragón. Por encargo del rey Alfonso II de Aragón el Casto, el jurista y decano de la catedral de Barcelona Ramón de Caldes ordenó el depósito documental de los condes de Barcelona y rey de Aragón. Entre el 1194 y 1193 escogió los documentos válidos para los derechos de la corona y los hizo copiar en el Liber feudorum maior, compilando casi mil escrituras con magníficas miniaturas, y fue finalizado el encargo bajo el reinado de Pedro el Católico muerto en el 1213.
Las series de los cartularios fueron realizadas por varios miniaturistas y entre ellas, las que más se acercan al estilo de la Viga de la Pasión, según Joan Ainaud de Lasarte, es la del primer folio del Liber Feudorum maior que representa a Alfonso II con el jurista Ramón de Caldes, en la que además de la modalidad presenta un colorido cálido muy parecido a la de la viga con los colores amarillos, rojos y naranjas. Ainaud de Lasarte también relaciona, además de estos cartularios, una copia del Beato de Liébana del monasterio de las Huelgas, fechado en 1220, las ilustraciones del cual también tienen semejanza con las pinturas de la viga.
El autor conocido también como el Maestro de la Pasión se cree fue un miniaturista, que seguramente dirigía un taller con un estilo característico, el cual a pesar del trasfondo del arte bizantino, a veces, muestra su aproximación a obras inglesas como el Salterio de Huntingfield o la Biblia de Winchester, así como su conocimiento de obras nórdicas y también de los murales del Monasterio de Santa María de Sigena.
La característica principal del maestro de la viga, es la facilidad en los cambios del tamaño de las figuras, que se capta con claridad en la escala de las cabezas -más grandes las de primer término- con lo que consigue la profundidad de las escenas, otra de sus características es el manejo de las ropas con los pliegos redondeados para dar volumen a los personajes, como las de José y Nicodemo, en las vestiduras de las mujeres, las túnicas y mantos ocultan su pelo y las formas corpóreas. Sus composiciones demuestran una firme capacidad para la narración de los episodios donde el color es una de las partes principales.

## Tema iconográfico

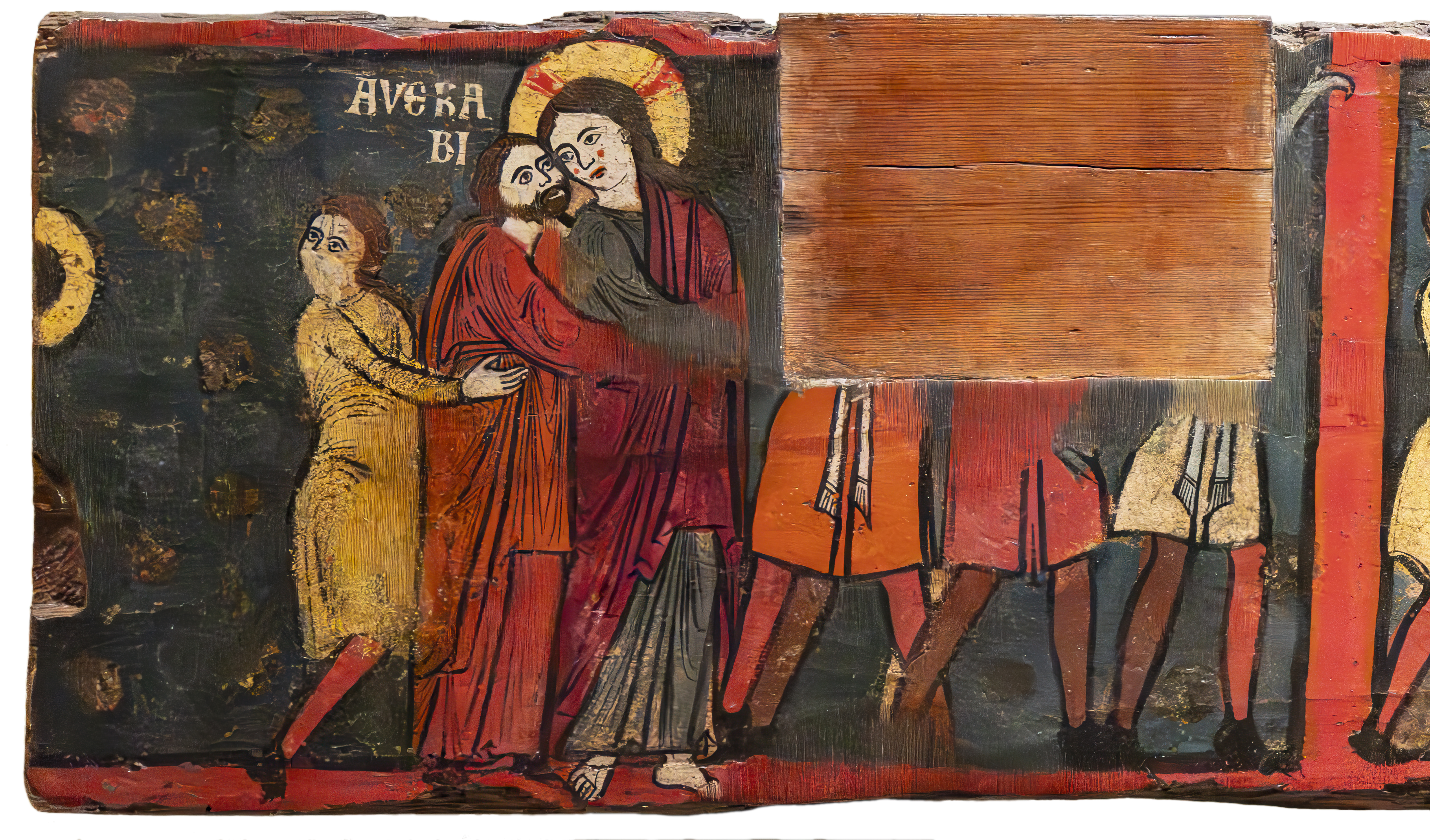
Escena primera de la Detención de Cristo, con anclaje.

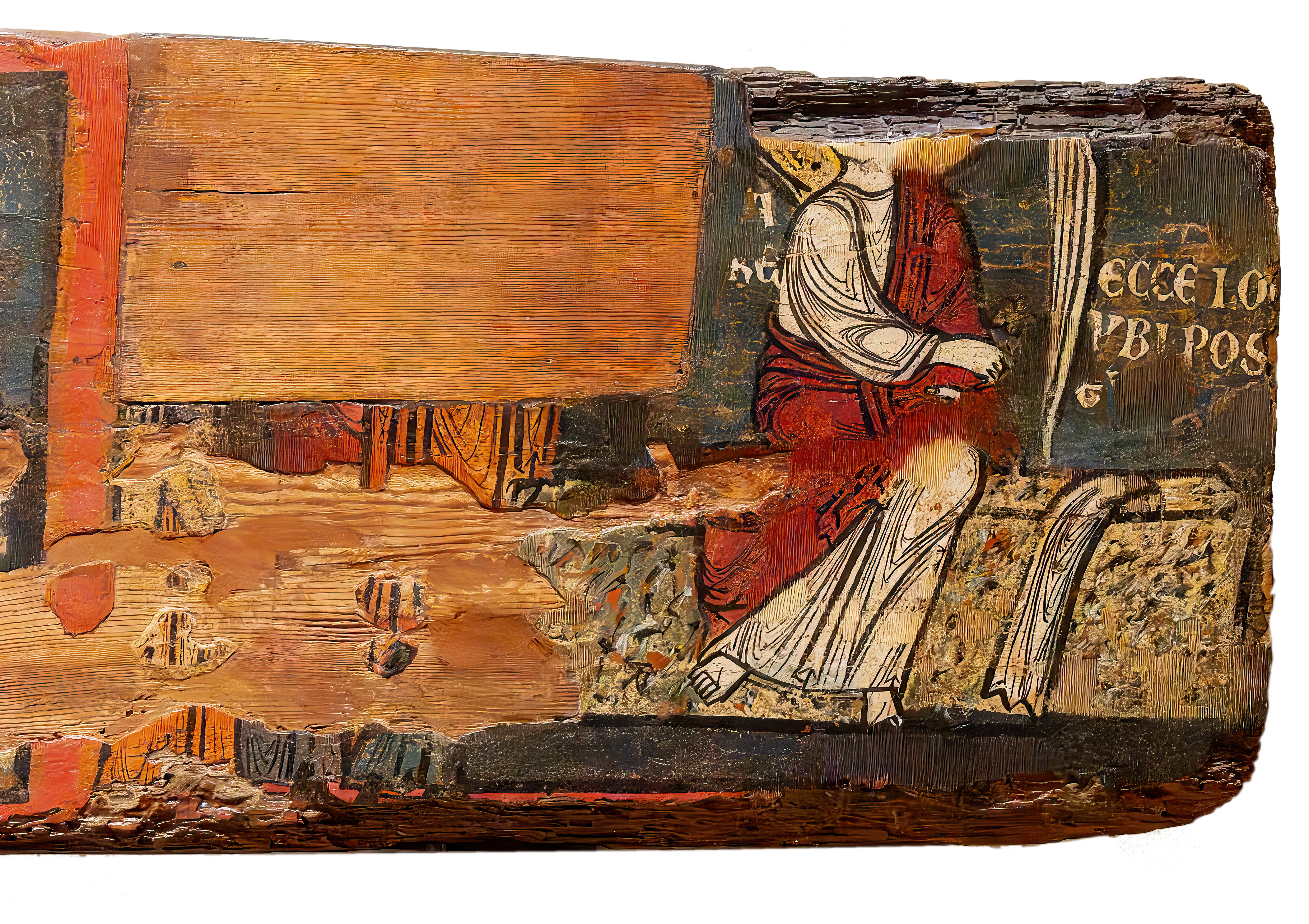
Escena última con el Grupo de les Tres Marías, donde también se aprecia el anclaje.

El temario de la viga es la relación en seis escenas del ciclo de la Pasión de Cristo y una séptima que alude a su Resurrección. Se presentan los episodios en orden de izquierda a derecha, solo con una separación realizada mediante unas líneas rojas que enmarcan los diversos pasajes. Las escenas de la Detención, la Crucifixión y el Grupo de las Marías están dañadas por anclajes rectangulares para la aplicación de ensamblajes seguramente para ser de nuevo utilizada o para un remodelado de su uso.
1. Detención de Cristo, con la inscripción AVI RABI.
2. La flagelación, con dos personajes azotando a Cristo atado a la columna ante la presencia de Poncio Pilato.
3. Camino del Calvario, por encima de Cristo, que carga con la cruz, aparece la inscripción IUS.
4. La crucifixión, con la inscripción de QUID AD NOS.
5. El descendimiento, donde Cristo es bajado de la cruz por dos personajes que se señala su nombre como NICODEMUS y IOSEP.
6. Lamento sobre Cristo muerto, en este episodio su madre aparece en el centro de la escena y rodeada por otros personajes, con la inscripción de MARIA.
7. Grupo de las Marías ante el sepulcro vacío, símbolo de la Resurrección con la inscripción ECCE LO... UBI POS ....
Los modelos iconográficos se pueden clasificar dentro de una influencia bizantina, que se demuestra con la presentación de Cristo como un personaje de tipo helenístico de joven imberbe, representado así también en algunas biblias italianas y en miniaturas germánicas. A sus verdugos se les aprecia con la piel oscura, un atributo que en el arte bizantino se atribuye a personajes de connotación negativa, en la viga se muestran así a los que azotan a Cristo en la columna, así como a los que durante el camino del Calvario lo señalan con actitud acusadora. En la escena de la crucifixión la inscripción de QUID AD NOS parece indicar la presencia de judíos, ya que estas palabras de desprecio aparecen en el evangelio de san Mateo (27,4) pronunciadas por los sacerdotes judíos, ante el arrepentimiento del traidor Judas Iscariote.